# Јавно здравље
Јавно здравље (дословним превођењем термина енгл. public health) или народно здравље је друштвено деловање којим се жели побољшати здравље и квалитет живота и продужути животни век целокупног становништва неке земље или простора на Земљи, промоцијом здравља, превенцијом болести или применом неких других облика здравствене заштите.
Здравље је стање потпуног физичког, менталног и социјалног благостања, а не само одсуство болести или неспособности. Здраво становништво је неопходно за постизање стратешких, социјалних и економских циљева сваког друштва и државе и зато су бројне акције у области јавног здравља, колективни напор од стране заједнице (државе) усмерен ка појачавању контроле коју заједница има над детерминантама здравља, и последично, над унапређењем здравља. Због тога свака држава налази свој интерес у области јавног здравља, и максимално својим могућностима пружа подршку за непрекидни развој и унапређење ове области. Тако све државне заједнице настоје да обезбеде што већу доступност јавног здравља, која мора бити такав да је одговарајућа здравствена служба на располагању или доступна, да задовољи потребе свих њених корисника, као и опсег у коме су здравствене услуге доступне према одговарајућем обиму и месту, као део плана здравствене заштите неке земље или територије.

## Основни појмови

### Лингвистички аспекти назива јавно здравље односно народно здравље
Називи јавно здравље и јавно здравство уведени су у званичну, институционалну употребу у Србији променом републичких прописа у току прве деценије 21. века, када је извршена промена дотадашњих назива; народно здравље, заштита здравља и здравствена заштита, не смо у законским, правним актима него и у називима бројних медицинско–здравствених установа.
Терминолошки назива јавно здравље и јавно здравство, највероватније је настао као потребе дословног превођења енглеског термина енгл. public health на српски језик, упркос постојању већ установљеног назива народно здравље, који се традиционално употребљавао још од краја 19. века.
| „ | Стручњаци из области медицине, позивајући се на историјске и стручне чињенице, покушавали су да укажу на терминолошку мањкавост нових преводних назива, имајући у виду пре свега неподударност концептуалног опсега новоименованог појма „јавно здравље“ и изворног појма „народно здравље“, али и недовољну лексичко-семантичку прозирност назива јавно здравље у српском језику. С друге стране, и англисти су с аспекта превођења и семантичких односа између енглеске лексеме public и њених преводних еквивалената у српском језику, утврдили неадекватност преведеног назива јавно здравље. Тако су и медицински стручњаци и англисти дали примат употребе синтагми народно здравље. | ” |

Имајући у виду да је јавно здравље званични терминолошки израз чија примена је регулисан републичким прописима у Србији, у овом тексту као такав он ће бити и коришћен, без обзира на то што се са тим не слажу српски лингвисти и бројни лекари.

### Значај
Често се на издатке за здравље у појединим средимана гледа као на краткотрајни трошак и „нерационално бацање новца“, а не као дугорочна инвестиција друштва. Тек с краја 20. века, средства уложена у јавно здравље препознају се као кључни покретач економског раста једног државе.
Здравље је стање код људи, захваљујући којем могу до краја да испуне и испоље сопствене функционалне капацитете и потенцијале, који им са друге стране дозвољавају да воде један самосталан, друштвени и економски продуктиван живот. Зато за здравље кажемо да је тесно повезано са економским растом и одрживим економским развојем. Постоје бројни докази да улагање у јавно здравље евидентно доприноси развитку економије једне државе и обрнуто:
Добро здравље, према подацима СЗО, побољшава очекивано трајања животног века при рођењу за 10%, повећава економски раст за 0,35% годишње.
Лоше здравље, представља велико финансијско оптерећење за заједницу. Око 50% разлике у привредном расту између богатих и сиромашних земаља је због лошег здравља и кратког очекиваног трајања животног века.

### Дефиниције јавног здравља
Најстарију дефиницију јавног здравља дао је професор Чарлс Едвард Винслов:
| „ | Јавно здравље је наука и уметност спречавања болести, продужења живота, унапређења менталног и физичког здравља, ефикасности кроз организоване напоре заједнице за заштиту животне околине, контролу инфекција у заједници, едукацију индивидуа о принципима личне хигијене, организовање здравствене службе за рану дијагнозу и превентивну терапију болести и развој социјалних механизама који ће обезбедити да свака индивидуа у заједници има стандард живота који ће јој омогућити да очува здравље. | ” |

У Америчком речнику термина стоји да је јавно здравље:
| „ | Наука и пракса заштите и унапређења здравља у локалној заједници путем превентивне медицине, здравственог васпитања, контроле заразних болести, санитарног надзора и праћења еколошког хазарда | ” |

Светска здравствена организација јавно здравље дефиниша као:
| „ | Науку и уметност унапређења здравља, спречавања болести и продужења живота људи кроз организоване напоре заједнице. | ” |

### Здравље, здравствено стање и квалитет живота становништва
Здравље и квалитет живота људи представљају предуслов развоја, унапређења и просперитета једне државе. Здравље је извор свакодневног живота, а не само предмет живљења, и зато је позитиван концепт који у први план ставља друштвене и личне потенцијале (ресурсе), као и физичке способности.
Здраво становништво је неопходно за постизање стратешких, социјалних и економских циљева сваког друштва и државе, и зато свака држава налази свој интерес у промоцији јавног здравље, што се осликава кроз подршку коју је држава спремна да пружи за развој и унапређење ове области.
У области јавно-здравствене заштите становништва и рада здравствене службе у двадесетом веку, постоји мрежа института и завода за јавно здравље, чији рад се огледа у унапређењу здравља становништва, а пре свега у спречавању масовне појаве заразних, незаразних болести и трауматизма, болестима које су у прошлости а и данас представљале водећи здравствени проблем.
Захваљујући убрзаном социјално-економском развоју, спровођењем мера и активности у превенцији здравља су:
- сузбијања, елиминације и искорењивање заразних болести,
- санирањем животне средине,
- побољшање здравља мајки и деце,
- обезбеђењу здравије пијаће воде и хране,
- препознавању многих фактора ризика по здравље становништва

#### Показатељи здравственог стања и детерминанте здравља
Показатељи здравственог стања и детерминанте здравља упућују на следеће констатације:
- велики број становника оболева, прерано умире или бива онеспособљено услед болести и повреда које су значајним делом могу спречити
- водеће болести и повреде деле заједничке факторе ризика као што су: пушење, неправилна исхрана, злоупотреба алкохола, физичка неактивност, гојазност, стрес
- водеће болести и повреде су и директно повезане са социјалним и економским детерминантама здравља, односно несразмерно присутнији код сиромашног и вулнерабилног становништва, што доприноси неједнакости у здрављу унутар једне земље постоје значајне разлике у доступности и квалитету рада здравствене службе у различитим деловима света, појединих региона или земаља

### Учесници у спровођењу јавног здравља
Проблеми у функционисању система јавног здравља и здравствено стање становништва су проблеми у чијем решавању треба да учествују сви актери који спроводе јавно здравље у некој земљи.
Водећу улогу у области јавног здравља у Републици Србији и многим земљама света имају специјализовани заводи и институти за јавно здравље. Ове установе у циљу обављања специфичних делатности организују се на државном, регионалном и градском нивоу. Њихов главни задатак им је да координирају свеобухватну област јавног здравља и непосредно учествују у промоцији здравља, превенцији болести, унапређењу физичког и менталног здравља становништва, заштиту животне и радне средине у сарадњи са другим релевантним установама и организацијама. Према Међународном удружењу националних завода за јавно здравље ове установе се дефинишу као:
| „ | Кључни чиниоци у подршци деловања здравствених система, остваривањем мандата јавног здравља кроз процену здравља народа, праћења болести и повреда, унапређења здравља, спречавања болести и повреда, заштиту здравља и припрему и реаговање на ванредне ситуације. | ” |

Поред завода и института за јавно здравље, јавним здрављем баве се и многе друге установе, од којих су неке директно укључене у здравствени систем, како би посредно допринеле квалитету јавног здравља. Установе које представљају део здравственог система могу бити:
- Министарство здравља
- Домови здравља
- Државне здравствене установе
- Приватне здравствене установе
- Стручне Комисије и тела
- Лекарска и друге коморе здравствених радника.

Поред наведених институција, значајан допринос у спровођењу јавног здравља дају и:
- Локална самоуправа
- Комуналне и инспекцијске службе
- Невладине организације
- Мас-медија
- Удружење грађана-волонтера
- Верске организације
- Предшколске институције, школе, универзитети и факултети
- Школе јавног здравља
- Референтне Институције или службе
- Домаће и стране агенције
- Институције културе.

## Старо и ново јавно здравље
Јавно здравље, како је то уређено у Закону о јавном здрављу Републике Србије.; „се уређује остваривање јавног интереса, стварањем услова за очување и унапређење здравља путем свеобухватних активности друштва усмерених на очување физичког и психичког здравља становништва, очување животне и радне околине, спречавање настанка и утицаја фактора ризика за настанак поремећаја здравља, болести и повреда, начин и поступак, као и услови за организацију и спровођење јавног здравља“.

### Старо јавно здравље
Првобитно је јавно здравља, касније названо „старо јавно здравље“, имало ужи обим обавеза и бавило се углавном по здравље ризичним факторима, ваздухом и водом, сигурном храном, решавањем инфективних, токсичних и трауматских узрока смрти.
У периоду таквог размишљања у области јавног здравља, ментални, социјални и здравствене проблеми у једном друштву који могу да делују на интензивирање међусобних ефеката понашања и благостања особа мањинских група. Иситовремено из дана у дан болести зависности, сексуално преносиве болести насиље и злоупотреба ових особа с једне стране, и здравствени проблемеми као што су бројне болести (специфичне само за поједине мањинске групе), депресија и аксиозност с друге стране, су све више бивали распрострањени међу мањинским групама и отежавали им да се са њима изборе у условима високе незапослености, ниских примања, (што често ограничава и њихово образовање), родне и полне дискриминације, нездравог начина живота и здравствене, верске, правна и друге дискриминације.

### Ново јавно здравље
Сагледавајући напред наведене али и друге све бројније проблеме јавног здравља, посебно мањинских и здравствено угрожењних група, СЗО је проширила обавезе јавног здравља. Тако је настала дефиниција новог јавног здравља, са много ширим и свеобухватнијим обавезама.
Поред класичних области јавног здравља, наслеђених из старог јавног здравља, „ново јавно здравље“, настоји да се бави и проблемима који се односе и на правично коришћење здравствених услуга, екологију, јавну-здравствену политику, повезаност здравља са социјалним и економским развојем, (Ncayiyan et al. 1995) у коме своја права обезбеђују и особе мањинских група, као што су нпр. хомосексуално оријентисане особе, које су одлуком СЗО признате као ментално и физиолошки здраве, и које се не разликују од већинске хетеросексуалне популације, на које се донедавно углавном нису односила бројна права из јавног здравља.
Основне карактеристике новог јавног здравља су:
- превенције као примарна стратегија интервенције у јавном здрављу,
- заснованост на бројним дисциплинама (мулти-дисциплинарни приступ јавном здрављу),
- заснованост јавног здравља на идеји социјалне правде,
- повезаност јавног здравља са владином и јавном политиком.

## Начела
Свеобухватне активности друштва у области јавног здравља које су усмерене на очувању физичког и психичког здравља становништва, очување животне и радне средине, спречавању настанка и утицаја фактора ризика за настанак поремећаја здравља, болести и повреда, начин и поступак, као и услови за организацију и спровођење јавног здравља начелно се заснивају на следећим принципима-начелима:
1. Научна заснованостНаучна заснованост јавног здравља подразумева да се делатности заснивају на научно провереним и доказаним методама и поступцима који се у пракси примењују ради и очувања и унапређења здравља становништва.
2. Економичност и ефикасностЕкономичност и ефикасност у јавном здрављу се обезбеђује и остварује постизањем најбољих могућих резултата у односу на расположива финансијска средства, односно постизањем, уз најнижи утрошак средстава, највишег могућег нивоа здравља.
3. Здравље у свим политикамаПрисуством здравља у свим политикама неког друштва остварује се применом принципа очувања и унапређења здравља у позитивним законским актима и плановима свих секторских политика.
4. Међусекторска сарадња, мултидисциплинарни и интердисциплинарни приступМеђусекторска сарадња, мултидисциплинарни и интердисциплинарни приступ очувању и унапређењу здравља остварује се непрекидним унапређивањем сарадње здравствених установа које обављају делатност у области јавног здравља са осталим учесницима у јавном здрављу.
5. Јачање грађанске иницијативе у области јавног здрављаЈачање грађанске иницијативе у области јавног здравља постиже се повећањем свести о значају бриге о сопственом здрављу и заступању здравља.
6. Усмереност на становништво као целину и на поједине друштвене групеУсмереност на становништво као целину и на поједине друштвене групе реализује се спровођењем мера на унапређењу здравља и превенцији болести, како становништва у целини тако и појединих друштвених група.

## Општи и специфични циљеви јавног здравља
У доњој табели наведени су најчешће присутни циљеви у стратегијама јавног здравља већине земље који почивају на следећим принципима и предусловима за њихово остваривање:
| Принципи                                                                        | Предуслови                                                                            |
| ------------------------------------------------------------------------------- | ------------------------------------------------------------------------------------- |
| - Одговорност државе и друштва за здравље                                       | - Политика јавног здравља заснована на доказима - Успостављање националних приоритета |
| - Сви облици партнерства за здравље                                             | - Иницирање, креирање, спровођење акција                                              |
| - Усмеравање на популацију и популационе групе                                  | - Стандардизација података према стандардима Европске уније                           |
| - Оријентација ка локалној самоуправи - Интерсекторски и мултидисциплинарни рад | - Унапређење квалитета јавног здравља                                                 |
| - Социјално-економске детерминанте и фактори ризика                             | - Брзо реаговање у ванредним ситуацијама                                              |

| „ | Општи циљеви имају највећи потенцијал за унапређење здравља и смањење неједнакости у здрављу, а специфични циљеви, као даља разрада и операционализација општих циљева, мерљиви су, достижни, реални и временски ограничени. | ” |